# Wilhelm Kalb
Wilhelm August Kalb (* 27. September 1879 in Grosselfingen im Ries; † im 20. Jahrhundert) war ein deutscher Verwaltungsjurist und Bezirksamtmann.

## Leben
Wilhelm August Kalb studierte nach dem Abitur am Theresien-Gymnasium Ansbach in den Jahren von 1898 bis 1902 Rechtswissenschaften an der Friedrich-Alexander-Universität Erlangen-Nürnberg (Mitglied des Erlanger Wingolf) und der Ludwig-Maximilians-Universität München. Nach der ersten juristischen Staatsprüfung schloss sich der dreijährige Vorbereitungsdienst (Referendariat) an. 1905 folgte das Große juristische Staatsexamen (Note II 22/40). Am 22. Februar 1909 promovierte er in Erlangen mit der Dissertation „Beiträge zum Steuerrecht in den ev. Landeskirchen Deutschlands“ zum Dr. jur. Im selben Jahr wurde er Assessor beim Bezirksamt Schwabach und 1919 in Ansbach. 1926 erhielt er die Ernennung zum Bezirksamtsvorstand im Range eines Bezirksoberamtmannes beim Bezirksamt Ebern. Zum 1. November 1930 wechselte er in derselben Funktion zum Bezirksamt Neustadt an der Aisch, das er bis zum Jahresende 1933 leitete und bei Jahresbeginn 1934 zum Landesversicherungsamt Ober- und Mittelfranken kam. Dort wurde er am 13. November 1937 zum Regierungsrat und im März 1943 zum Oberregierungsrat ernannt und nach der Verordnung über Maßnahmen auf dem Gebiet des Beamtenwesens vom 9. Oktober 1942 weiterbeschäftigt. 1945 aus dem Dienst entlassen, wurde er im Entnazifizierungsverfahren durch die Spruchkammer Bayreuth als entlastet eingestuft. In den Jahren 1947/1948 war er als juristischer Nebenbeamter beim Landratsamt Sulzbach-Rosenberg beschäftigt.
Kalb war zum 1. Mai 1935 in die NSDAP eingetreten (Mitgliedsnummer 3.668.877) und von 1934 bis 1943 Mitglied des NSKK.